# Macrocera formosa
Macrocera formosa är en tvåvingeart som beskrevs av Friedrich Hermann Loew 1866. Macrocera formosa ingår i släktet Macrocera och familjen platthornsmyggor. Inga underarter finns listade i Catalogue of Life.